# بابي كندي
بابي كندي (بالإنجليزية: Babi Kandi)‏ هي مستوطنة تقع في قسم اجارود الشمالي الريفي (مقاطعة غرمي) في إيران. يقدر عدد سكانها بـ 62 نسمة .